# 2008年の教育
2008年の教育（2008ねんのきょういく）では、2008年（平成20年）の教育分野に関する出来事について記述する。

## できごと

### 1月
- 1月26日 - 東京都杉並区立和田中学校で、民間の塾（サピックス）講師が成績上位者に対して行なう有料特別授業「夜スペシャル （夜スペ）」スタート。学力の高い生徒に対応する余力のない公立学校を補完するものとして期待する声がある一方、公立学校に営利企業の塾が入り込むことに否定的な意見も根強く、3月には、反対派の一部住民が中止を求めて東京地方裁判所に仮処分を申請した [1][2][3]。

### 3月
- 3月22日 - 東京都杉並区立和田中学校の藤原和博校長（リクルート出身）、同校の学校運営協議会で、PTAを廃止し、区のPTA協議会からも脱退すると発表。今後、PTAは、地域の住民らがつくる「地域本部」の一部会として統合され、保護者が地域と一体となって生徒を支援していく、とした [4][5][6]。

### 4月
- 4月22日 - 文部科学省、「全国学力・学習状況調査 （全国学力テスト）」実施。日本全国の小・中学校計約32,500校で、小学6年生と中学3年生の計約232万人を対象に実施された。試験科目は国語と算数・数学。生活習慣や学習環境に関するアンケートも同時に行なわれた。結果の公表は、8月29日 [7]。

### 5月
- 5月19日 - ユネスコ平和教育賞に、南アフリカの正義和解研究所が選ばれる [8][9]。
- 5月21日 - 東京都杉並区立和田中学校、民間の塾講師による有料特別授業「夜スペシャル （夜スペ）」の対象者を、従来の成績上位者限定から希望者全員へ拡大 [10]。

### 6月
- 6月14日 - 大分県教育委員会汚職事件。大分県の教員採用試験をめぐり、贈収賄の疑いで県幹部ら4名を逮捕。その後、9月初めまでに、起訴7名、停職などの懲戒処分11名にまで拡大する。県教育委員会は、8月29日、不正により合格した教員21名の採用取消しの方針を決めた [11][12][13][14]。

## 受賞
- ユネスコ平和教育賞 （5月） - 広く世論に訴えかけ、平和の推進において際立った活動を称える賞。次回選考は2010年。
  - 正義和解研究所 （the Institute for Justice and Reconciliation） - 南アフリカ